# Europarlamentari dell'Irlanda della V legislatura
Gli europarlamentari dell'Irlanda della V legislatura, eletti in occasione delle elezioni europee del 1999, furono i seguenti.

## Composizione storica
| Europarlamentare       | Lista             | Gruppo    |
| ---------------------- | ----------------- | --------- |
| Nuala Ahern            | Partito Verde     | Verdi/ALE |
| Niall Andrews          | Fianna Fáil       | UEN       |
| Mary Elizabeth Banotti | Fine Gael         | PPE-DE    |
| Gerard Collins         | Fianna Fáil       | UEN       |
| Pat Cox                | Indipendente      | ELDR      |
| Brian Crowley          | Fianna Fáil       | UEN       |
| John Walls Cushnahan   | Fine Gael         | PPE-DE    |
| Proinsias De Rossa     | Partito Laburista | PSE       |
| Avril Doyle            | Fine Gael         | PPE-DE    |
| James (Jim) Fitzsimons | Fianna Fáil       | UEN       |
| Pat The Cope Gallagher | Fianna Fáil       | UEN       |
| Liam Hyland            | Fianna Fáil       | UEN       |
| John Joseph Mccartin   | Fine Gael         | PPE-DE    |
| Patricia Mckenna       | Partito Verde     | Verdi/ALE |
| Dana Rosemary Scallon  | Indipendente      | PPE-DE    |

## Modifiche intervenute

### Fianna Fáil
- In data 02.07.2002 a Pat The Cope Gallagher subentra Seán Ó Neachtain.